# المحكمة العليا الليبية
المحكمة العليا الليبية أو المحكمة العليا في ليبيا أو المحكمة العليا بليبيا هي جهة تراقب وتشرف على الأحكام التي تصدرها المحاكم الليبية بهدف توحيد فهم القانون وتطبيقه وتفسيره بشكل صحيح، وذلك انطلاقا من وظيفة القضاء في الدولة وتطبيق القواعد القانونية لمنح الحماية القضائية لأصحاب الحقوق، ولكل من وقع عليه اعتداء أو ظلم، ويجري ذلك عن طريق محاكم ذات أنواع ودرجات متعددة (جزئية وابتدائية واستئناف ).
وبحسب النظام القضائي تعتبر المحكمة العليا أعلى سلطة قضائية في ليبيا.

## نبذة تاريخية
نص الدستور الليبي عقب استقلال ليبيا في 24 ديسمبر 1951 على وجود المحكمة العليا إلا أن المحكمة أنشئت وظهرت إلى الوجود في 3 نوفمبر 1954 عقب إصدار قانون خاص بالمحكمة العليا الاتحادية في 1 نوفمبر 1953 وتعديله بالمرسوم الصادر بتاريخ 3 نوفمبر 1954.
وبدأت المحكمة في ممارسة اختصاصاتها كمحكمة دستورية، ومحكمة نقض في المسائل المدنية والتجارية والأحوال الشرعية، بالإضافة إلى كونها محكمة للقضاء الإداري، ومحكمة خاصة بالطعون الانتخابية.
وتعمل المحكمة أيضا على الفتوى والتشريع ، بالنظر إلى حاجة البلاد آنذاك إلى جهة قانونية متخصصة وذات خبرة في تفسير القوانين ومراجعتها قبل إصدارها من الحكومة الاتحادية.
أعطى المشرع الليبي منذ نشأة المحكمة مكانة للمبادئ التي تقررها فجعلها ملزمة للمحاكم الدنيا، وجميع السلطات في ليبيا، لذلك نص في المادة (28) من قانون المحكمة العليا على أن ” تكون المبادئ القانونية التي تقررها المحكمة العليا في أحكامها ملزمة لجميع المحاكم والسلطات في ليبيا ” وتم التأكيد على ذلك بموجب نص المادة (31) من القانون رقم 6 لسنة 1982 بإعادة تنظيم المحكمة العليا.
أعاد المشرع تنظيم المحكمة بعد ثورة الفاتح سنة 1969 م ـ بقرار صادر بتاريخ 25/ 10 / 1969 م ، ثم أصدر القانون رقم 6 لسنة 1982 م بإعادة تنظيم المحكمة العليا، وجرى تعديله بالقانون رقم 17 لسنة 1994 م ، وبالقانون رقم 8 لسنة 2004 م . ثم بالقانون رقم 33 لسنة 2012 م . وهذا القانون وتعديلاته هو الذي حدد اختصاصات المحكمة العليا حاليا، ونظم أعمالها.
وتضمن القانون بابا نص على تشكيل المحكمة ودوائرها ، حيث تؤلف المحكمة من رئيس وعدد من المستشارين، وتتكون من دوائر تتولى كل منها نظر نوع من الدعاوى التي تختص المحكمة بالفصل فيها.
وجرى تعيين 174 مستشارا في المحكمة منذ إنشائها خلال سنة 1953 م إلى 2017 وتناوب منهم على رئاسة المحكمة مستشارا . وبلغ عدد العاملين فعليا في المحكمة ما بين عامي 2016 و 2017 64 قاضيا توزعوا على 12 دائرة منها 5 لنظر الطعون المدنية والتجارية بالإضافة إلى 5 لنظر الطعون الجنائية ودائرة واحدة لنظر الطعون الإدارية وأخرى لنظر طعون الأحوال الشخصية.
صدرت اللائحة الداخلية للمحكمة العليا بقرار من جمعيتها العمومية بجلستها رقم 283 / 2004م بتاريخ 28 /7 / 2004 م ،     وتم تعديلها بتاريخ 5 / 3 / 2005 م ، ثم بقرار الجمعية العمومية بجلستها رقم 285 بتاريخ 25 / 6 / 2005 م .

## اختصاصات المحكمة العليا
نصت اللائحةعلى تنظيم عمل الجمعية العمومية للمحكمة العليا، وبيان اختصاصاتها ، كما تناولت الإجراءات أمام دوائر المحكمة العليا، ومنها الدوائر المجتمعة، كما بينت إجراءات الطعون الدستورية، وإجراءات الفصل في تنازع الاختصاص، والأحكام المتناقضة، وإجراءات العدول عن المبادئ التي تقررها دوائر المحكمة العليا، وأحالت في تنظيم العمل أمام الدوائر الأخرى على الأحكام الواردة في قوانين المرافعات المدنية والتجارية، وإجراءات المحاكم الشرعية، والإجراءات الجنائية، والقضاء الإداري، كما تناولت الرسوم الواجب أداؤها على الطعون، وطلبات وقف التنفيذ التي تقدم للمحكمة العليا، وحددت السجلات والملفات والمستندات المتداولة بالمحكمة
استنادا إلى القانون رقم 6 لسنة 1982 م بإعادة تنظيم المحكمة العليا الذي نص في المادة 15 على أن تلحق نيابة النقض بالمحكمة العليا، ونص في مادته السادسة عشرة على أن تتألف نيابة النقض من عدد كاف من الأعضاء من بين رجال القضاء والنيابة العامة ممن لا تقل درجتهم عن درجة نائب نيابة من الدرجة الثانية.
وبناء على ذلك صدر بتاريخ 27/ 11 / 1982م القرار رقم 708 لسنة 1982 بتنظيم نيابة النقض وبين اختصاصاتها، والقواعد المتعلقة بالتفتيش على أعضائها.
وكانت النيابة العامة تحضر جلسات دوائر المحكمة العليا ، ويقوم بذلك النائب العام ، أو من يمثله ـ استنادا إلى نص المادة 14 من اللائحة الداخلية للمحكمة الاتحادية.
وبلغ عدد الأعضاء الذين تم تعيينهم بنيابة النقض منذ إنشائها بعد إعادة تنظيم المحكمة العليا خلال سنة 1982م ـ إلى الوقت الحاضر نحو (127) عضوا ، بينما تناوب على رئاسة تلك النيابة منذ إنشاء المحكمة العليا بلغ عددهم (4) رؤساء.
وتناوب على رئاستها بعد إعادة تنظيم المحكمة العليا خلال سنة 1982م بلغ (7) رؤساء . 

## التشريعات المنظمة
ينظم عمل المحكمة القوانين رقم 6 لسنة 1982 بإعادة تنظيم المحكمة العليا والقانون رقم 33 لسنة 2012 بشأن تعديل القانون رقم 6 لسنة 1982 ، كما تعمل المحكمة وفقا للائحة الداخلية للمحكمة العليا الصادرة بقرار الجمعية العمومية للمحكمة العليا بجلستها رقم 281 لسنة 2003 بإصدار لائحة الرسوم القضائية على الطعون والطلبات التي تقدم إلى المحكمة العليا.

## الهيكل التنظيمي
تتبع الجمعية العمومية للمحكمة عدة مكاتب وهيئات منها مكتب المراجع الداخلي والهيئة القضائية ومكتب شؤون رئيس المحكمة والمكتب الفني والأمين العام حيث تخضع هذه المكاتب والهئيات لإشراف رئيس المحكمة العليا، وتشرف هذه المكاتب على دوائر المحكمة ونيابة النقض ومجلة المحكمة وموسوعة قضاء المحكمة وقسم إصدار مجموعة الأحكام وقسم إصدار الأحكام في إطار منظومة إلكترونية وقسم البحوث والكتب وقسم المكتبة والموقع الإلكتروني، ويشرف الأمين العام للمحكمة على إدارة الشؤون الإدارية ومكتب التفتيش والمتابعة وإدارة الشؤون المالية ومكتب المعلومات والتوثيق وإدارة التسجيل.